# 弗兰克·里贝里
弗兰克·亨利·皮埃尔·里贝里（法語：Franck Henry Pierre Ribéry，1983年4月7日—），為已退役的法國足球運動員，司職边锋。曾經長期效力於德甲球會拜仁慕尼黑，最後效力於意甲球會沙勒尼塔納，法國傳奇球星之一，廣泛被譽為當時最佳球星之一。
里贝里於兩歲時遇上一宗嚴重車禍，他不幸地由後座拋向擋風玻璃，導致他脸部右邊留下了一條長長的疤痕。2006年改宗伊斯兰教后改用阿拉伯语经名比拉勒·优素福·默罕默德，但「列貝利」一名则仍更为常用。
2014年8月14日凌晨，31岁的里贝里在接受《踢球者》采访时确认，自己将退出法国国家代表队。
2022年10月20日，里贝里在個人社交網Twitter宣布因傷退役。

## 球會生涯

### 早年、加拉塔萨雷及馬賽
列貝利的职业生涯开始于法国低级别联赛，随后遠赴土耳其聯賽球會加拉塔萨雷，效力半个赛季后于2005年重返法國加盟馬賽。
2006年世界杯，列貝利被主帅選入世界杯大軍，在十六強分組賽射入一球，嶄露頭角，被外界廣泛認為是法國著名球星的接班人。但事實上兩人的足球風格並不相同，而列貝利的風格較接近，擅长边路的快速冲击，此外他的定位球亦罚的很好。
世界杯後列貝利曾主動要求轉會法甲大球會里昂，結果一度被马赛罰停賽幾場，直到後來才重獲上陣。

### 拜仁慕尼黑
2007年夏季他以2500万欧元的身价加盟德甲豪门拜仁慕尼黑。在拜仁慕尼黑，列貝利成为了球队的组织核心，在边路的冲杀威力十足。
他可胜任边锋与攻击性中场，作为翼锋的他同时兼具有宽阔的视野和出色的传球技术，在比赛中不时送出致命传输。在該球季拜仁2—1擊敗禾夫斯堡的聯賽中，列貝利助攻隊友克洛澤打入首開紀錄的一球。在德国杯的比赛中，列貝利射入两球贡献五次助攻。而他的首颗入球是于2008年2月27日在拜仁战胜同城死敌慕尼黑1860队时于比赛补时最后时刻打入的罚球。
2008年8月7日，當選2007-08年度德國足球先生，是第二位贏得這項榮譽的外國球員。
2008—09年球季開始，不斷傳出有关列貝利转会的消息。虽然拜仁屢屢声称列貝利是非卖品，但消息仍言之鑿鑿。为抵制传言，拜仁高層赫内斯甚至宣称除非有球会愿意出资一亿欧元，才會放行。
2009—10年球季，列貝利不得不与左膝盖的跟腱炎斗争，康复后便在对阵多特蒙德的大胜中贡献一颗任意球。十月初，跟腱炎症又一次影响到里贝里的状态并导致里贝里缺席2009年剩余的所有比赛，包括法国对阵爱尔兰的比赛。
列貝利再次归队是于2010年1月23日作为替补登场，此役拜仁3—2战胜云达不莱梅。2月10日，里贝里攻入2010年的首颗入球，帮助球队在德国杯比赛中6—2击败菲尔特。
2010年3月31日，欧冠四分之一决赛首回合拜仁对曼联的比赛中，列貝利攻入一颗扳平比分的任意球，此任意球是打在曼联前锋朗尼身上折射飞入网窝。最终拜仁2—1击败曼联。拜仁于下一场对阵沙尔克04的比赛中列貝利首开纪录，帮助球队2—1获胜。
2013年，列貝利擊敗當今兩大球王C罗及梅西獲得歐洲最佳球員。但在該年度金球獎中僅得第三名。

### 費倫天拿
2019年，法國球星列貝利正式宣布離開效力長達12年的德甲球會拜仁慕尼黑。
於北京時間8月21日，費倫天拿官方宣佈，列貝利正式加盟球隊。費倫天拿官推曬出了列貝利身穿紫百合球衣並舉起圍巾的照片，並配文稱：“歡迎傳奇列貝利。”
費倫天拿官網顯示，列貝利將身披7號球衣代表球隊出戰新賽季的意甲聯賽。
8月24日，在2019-20赛季意甲揭幕战主场4-3负于那不勒斯的比赛中，他首次为俱乐部出场。他在9月22日客场2:2战平亚特兰大的比赛中打入了他在俱乐部的第一个进球。

## 軼聞
2010年4月19日，里贝里被法國司法部門傳召問話，傳召內容與里贝里於法國一間夜總會與未成年妓女發生性行為有關。
據報導，里貝里曾向媒體自稱祖先為中國人，中國報章更繪影繪聲地指里貝里是明朝開元太祖朱元璋的後嗣，因建文帝被朱棣篡位逃亡到歐洲，但有關的說法從未獲得證實。
里貝里脾氣非常不好，在球會與國家隊都有跟隊友或教練吵架的紀錄。

## 职业生涯统计

### 国际比赛进球
| #  | 日期       | 场地                                       | 对阵     | 进球比分 | 最终比分 | 赛事               |
| -- | ---------- | ------------------------------------------ | -------- | -------- | -------- | ------------------ |
| 1  | 2006-6-27  | AWD球場，德國漢諾威                        | 西班牙   | 1 – 1    | 1 – 3    | 2006年世界杯       |
| 2  | 2007-6-2   | 法蘭西體育場，法國聖但尼                   | 乌克兰   | 1 – 0    | 2 – 0    | 2008年欧洲杯预选赛 |
| 3  | 2008-3-26  | 法蘭西體育場，法國聖但尼                   | 英格兰   | 1 – 0    | 1 – 0    | 友谊赛             |
| 4  | 2008-6-3   | 法蘭西體育場，法國聖但尼                   | 哥伦比亚 | 1 – 0    | 1 – 0    | 友谊赛             |
| 5  | 2008-10-11 | 法劳体育场，罗马尼亚康斯坦察               | 羅馬尼亞 | 2 – 1    | 2 – 2    | 2010年世界杯预选赛 |
| 6  | 2009-3-28  | 大流士和吉雷德克纳普斯体育场，立陶宛考那斯 | 立陶宛   | 0 – 1    | 0 – 1    | 2010年世界杯预选赛 |
| 7  | 2009-4-1   | 法蘭西體育場，法國聖但尼                   | 立陶宛   | 1 – 0    | 1 – 0    | 2010年世界杯预选赛 |
| 8  | 2012-5-27  | 埃诺球场，法国瓦朗謝訥                     | 冰島     | 2 – 2    | 3 – 2    | 友谊赛             |
| 9  | 2012-5-31  | 奧古斯特德洛納體育場，法国兰斯             | 塞爾維亞 | 1 – 0    | 2 – 0    | 友谊赛             |
| 10 | 2012-6-5   | MM竞技场，法国勒芒                         | 爱沙尼亚 | 1 – 0    | 4 – 0    | 友谊赛             |
| 11 | 2012-9-11  | 法蘭西體育場，法國聖但尼                   | 白俄羅斯 | 3 – 1    | 3 – 1    | 2014年世界杯预选赛 |
| 12 | 2013-3-22  | 法蘭西體育場，法國聖但尼                   |          | 3 – 0    | 3 – 1    | 2014年世界杯预选赛 |
| 13 | 2013-9-10  | 中央體育場，白俄羅斯戈梅利                 | 白俄羅斯 | 1 – 1    | 2 – 4    | 2014年世界杯预选赛 |
| 14 | 2013-9-10  | 中央體育場，白俄羅斯戈梅利                 | 白俄羅斯 | 2 – 2    | 2 – 4    | 2014年世界杯预选赛 |
| 15 | 2013-10-11 | 王子公園體育場，法國巴黎                   |          | 1 – 0    | 6 – 0    | 友谊赛             |
| 16 | 2013-10-15 | 法蘭西體育場，法國聖但尼                   | 芬兰     | 1 – 0    | 3 – 0    | 2014年世界杯预选赛 |

## 榮譽
加拉塔沙雷
- 土耳其盃：2004-05

 馬賽
- 歐洲足協圖圖盃：2005

 拜仁慕尼黑
- 德國联赛盃 冠軍：2007年
- 德國盃冠軍：2008年、2010、2013、2014、2016、2019
- 德國甲組足球聯賽 冠軍：2007/08、2009/10、2012/13、2013/2014、2014/2015、2015/2016、2016/2017、2017/2018、2018/19
- 德國超級盃冠軍：2008、2010、2012、2016、2017、2018
- 歐洲聯賽冠軍盃冠軍：2012/2013年
- 欧洲超级杯冠军：2013
- 世俱杯：2013

個人
- 法國足球先生：2007年
- 德國足球先生：2008年
- 欧洲足联年度最佳阵容：2008年
- 国际足联年度最佳阵容：2008年
- 欧洲最佳球员：2013年

## 外部連結
- 里贝里官方網站 （页面存档备份，存于）
- 里贝里球迷網站